# Lioliai
Lioliai is een plaats in het Litouwse district Šiauliai. De plaats telt 544 inwoners (2001).